# Tony Moll
Tony Moll (født 23. august 1983 i Sonoma, Californien, USA) er en amerikansk footballspiller (offensive guard) der pt. er free agent. Han har tidligere spillet flere sæsoner i NFL, heriblandt tre år hos Green Bay Packers.

## Klubber
- Green Bay Packers (2006–2008)
- Baltimore Ravens (2009–2010)
- San Diego Chargers (2011)